# Pałac w Karszówku
Pałac w Karszówku (niem. Schloss Karisch) – pałac we wsi Karszówek – w Polsce w województwie dolnośląskim, w powiecie strzelińskim, w gminie Strzelin.
Pałac w Karszówku, piętrowy, pierwotnie zamek na wodzie z XV w. W 1866 majątek kupił hr. dr Max von Saurma (1836–1909), od 1866 żonaty z Mathilde von Hiller (1841–1898). 
 
Obiekt zniszczony w latach 60. XX w. jest częścią zespołu pałacowo-folwarcznego, w skład którego wchodzą jeszcze:
- neorenesansowa oficyna nr 36 z bramą,
- brama trójprześwitowa wybudowana w 1885 w stylu manieryzmu toskańskiego[4]. Od strony pałacu pod trójkątnym frontonem wnęka z dwoma herbami: Maxa von Saurma i Mathilde von Hiller[5]. Po drugiej stronie bramy, od wsi, medalion z inicjałami MvS (Max von Saurma) i rokiem 1885[6][7][2].
- stajnia z końca XIX w.[8]
- budynek mieszkalno-gospodarczy (paszarnia, stodoła) z XIX w.[9]
- wozownia
- park[10]

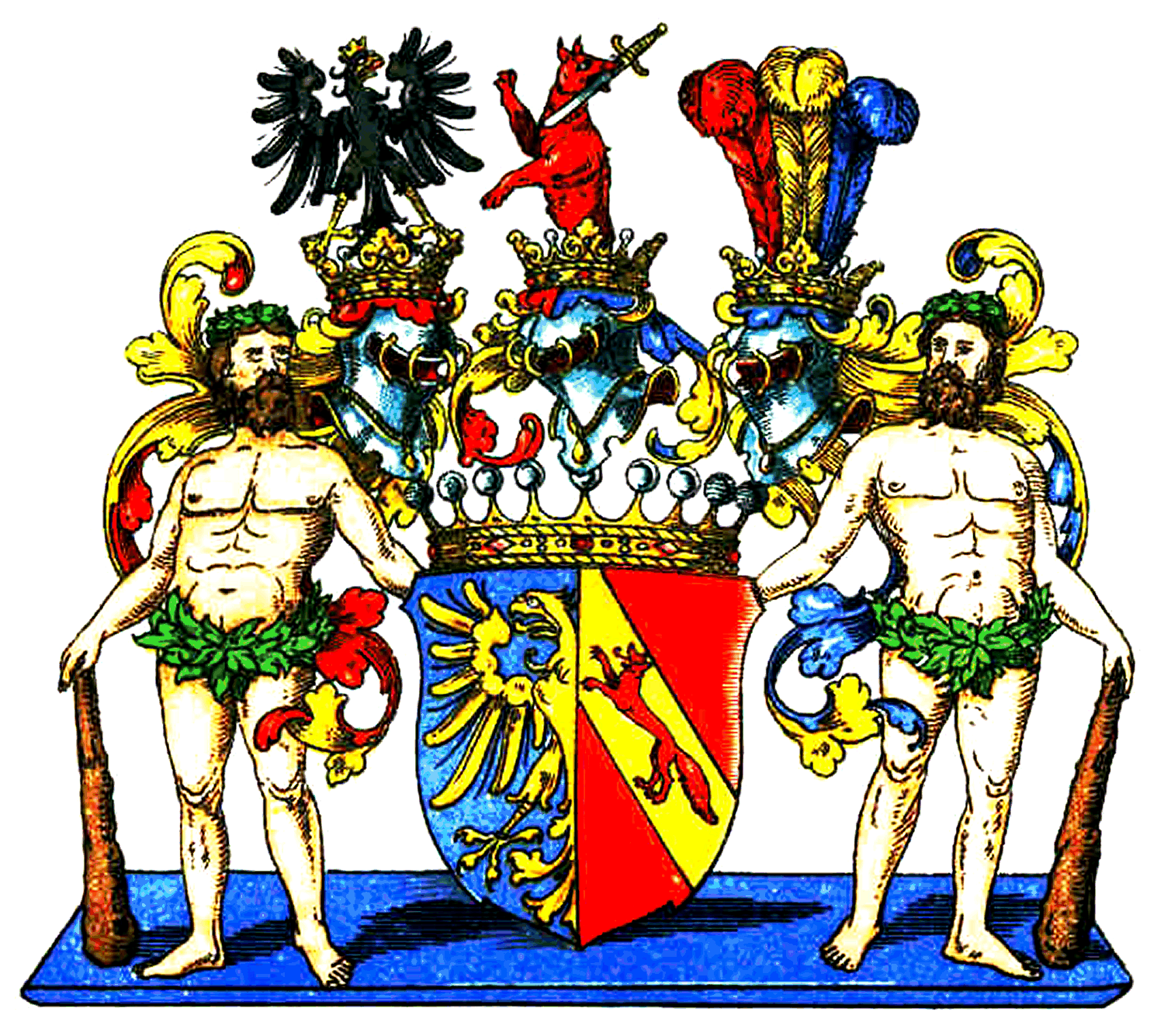
Herb Maxa Saurma
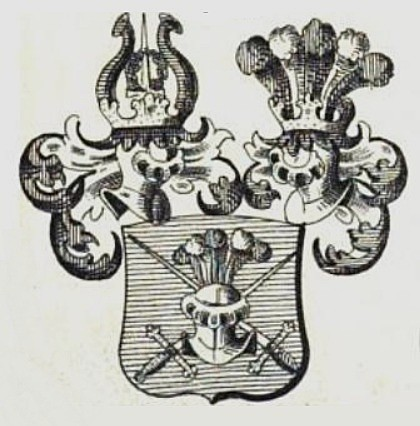
Herb Mathilde Hiller